# Organismo Ejecutivo
El Organismo Ejecutivo, Gobierno de Guatemala, Gobierno de la República de Guatemala es uno de los organismos del Estado, que ejerce el poder ejecutivo de la República de Guatemala. Está compuesto por el Presidente de la República, el Vicepresidente de la República, los Ministerios de Estado, las Secretarías de la Presidencia y Vicepresidencia, las gobernaciones departamentales, las dependencias y entidades públicas descentralizadas, autónomas y semi-autónomas correspondientes a este organismo. 
El Presidente y el vicepresidente son elegidos por un período improrrogable de cuatro años por medio del sufragio universal y secreto. El presidente de la República es el comandante general del Ejército de Guatemala y oficial superior de las Fuerzas Públicas.
El presidente de la República es el encargado de sancionar, promulgar y cumplir las leyes nacionales y de hacerlas cumplir, las cuales son creadas y aprobadas por el Congreso de la República y que son hechas respetar por la Corte Suprema de Justicia. La Constitución de la República establece que el Organismo Ejecutivo será también el encargado de procurar la correcta aplicación de las leyes para el bienestar común de la población.
El actual Presidente de la República de Guatemala es Bernardo Arévalo y la actual Vicepresidente de la República de Guatemala es Karin Herrera.

## Funciones
Según el capítulo 3 de la  Ley del Organismo Ejecutivo establece que dentro del marco de las funciones y atribuciones constitucionales y legales de los órganos que lo integran, compete al Organismo Ejecutivo el ejercicio de la función administrativa y la formulación y ejecución de las políticas de gobierno con las cuales deben coordinarse las entidades que forman parte de la administración descentralizada.

## Organismo Ejecutivo
El Organismo Ejecutivo se organiza según el artículo 5 de la Ley del Organismo Ejecutivo, de la siguiente forma:
- Presidente de la República de Guatemala: Bernardo Arévalo
  - Vicepresidente de la República de Guatemala: Karin Herrera
    - Secretarías de la Presidencia y Vicepresidencia de la República de Guatemala

| N.º | Secretaría de la Presidencia de la República de Guatemala                              | Siglas (Página Web) |
| --- | -------------------------------------------------------------------------------------- | ------------------- |
| 01  | Secretaría General de la Presidencia                                                   | SGP                 |
| 02  | Secretaría Privada de la Presidencia                                                   | SPP                 |
| 03  | Secretaría de Coordinación Ejecutiva de la Presidencia                                 | SCEP                |
| 04  | Secretaría de Comunicación Social de la Presidencia                                    | SCSPR               |
| 05  | Secretaría de Inteligencia Estratégica del Estado                                      | SIE                 |
| 06  | Secretaría de Planificación y Programación de la Presidencia                           | SEGEPLAN            |
| 07  | Secretaría de Asuntos Administrativos y de Seguridad de la Presidencia de la República | SAAS                |
| 08  | Secretaría de Bienestar Social de la Presidencia                                       | SBS                 |
| 09  | Secretaría Presidencial de la Mujer                                                    | SEPREM              |
| 10  | Secretaría de Seguridad Alimentaria y Nutricional                                      | SESAN               |
| 11  | Secretaría Nacional de Ciencia y Tecnología                                            | SENACYT             |
| 12  | Secretaría de Obras Sociales de la Esposa del Presidente de la República               | SOSEP               |
| 12  | Secretaría Nacional de Administración de Bienes en Extinción                           | SENABED             |

- Ministerios de Estado

| N.º | Ministerio de Estado                                     | Siglas  | Fundación/(Tiempo)                 |
| --- | -------------------------------------------------------- | ------- | ---------------------------------- |
| 01  | Ministerio de Agricultura, Ganadería y Alimentación      | MAGA    | 21 de mayo de 1920 (104 años)      |
| 02  | Ministerio de Ambiente y Recursos Naturales              | MARN    | 11 de diciembre de 2000 (24 años)  |
| 03  | Ministerio de Comunicaciones, Infraestructura y Vivienda | CIV     | 24 de agosto de 1871 (153 años)    |
| 04  | Ministerio de Cultura y Deportes                         | MCD     | 10 de enero de 1986 (39 años)      |
| 05  | Ministerio de la Defensa Nacional                        | MINDEF  | 02 de febrero de 1851 (174 años)   |
| 06  | Ministerio de Desarrollo Social                          | MIDES   | 25 de enero de 2012 (13 años)      |
| 07  | Ministerio de Economía                                   | MINECO  | 27 de diciembre de 1944 (80 años)  |
| 08  | Ministerio de Educación                                  | MINEDUC | 18 de julio de 1872 (152 años)     |
| 09  | Ministerio de Energía y Minas                            | MEM     | 08 de septiembre de 1983 (41 años) |
| 10  | Ministerio de Finanzas Públicas                          | MINFIN  | 07 de octubre de 1825 (199 años)   |
| 11  | Ministerio de Gobernación                                | MINGOB  | 26 de abril de 1839 (186 años)     |
| 12  | Ministerio de Relaciones Exteriores                      | MINEX   | 27 de diciembre de 1944 (80 años)  |
| 13  | Ministerio de Salud Pública y Asistencia Social          | MSPAS   | 27 de diciembre de 1944 (80 años)  |
| 14  | Ministerio de Trabajo y Previsión Social                 | MINTRAB | 08 de febrero de 1947 (78 años)    |

- Gobiernos Departamentales

| N.º | Gobiernos Departamentales                   |
| --- | ------------------------------------------- |
| 01  | Gobernación Departamental de Alta Verapaz   |
| 02  | Gobernación Departamental de Baja Verapaz   |
| 03  | Gobernación Departamental de Chimaltenango  |
| 04  | Gobernación Departamental de Chiquimula     |
| 05  | Gobernación Departamental de El Progreso    |
| 06  | Gobernación Departamental de Escuintla      |
| 07  | Gobernación Departamental de Guatemala      |
| 08  | Gobernación Departamental de Huehuetenango  |
| 09  | Gobernación Departamental de Izabal         |
| 10  | Gobernación Departamental de Jalapa         |
| 11  | Gobernación Departamental de Jutiapa        |
| 12  | Gobernación Departamental de Petén          |
| 13  | Gobernación Departamental de Quetzaltenango |
| 14  | Gobernación Departamental de Quiché         |
| 15  | Gobernación Departamental de Retalhuleu     |
| 16  | Gobernación Departamental de Sacatepéquez   |
| 17  | Gobernación Departamental de San Marcos     |
| 18  | Gobernación Departamental de Santa Rosa     |
| 19  | Gobernación Departamental de Sololá         |
| 20  | Gobernación Departamental de Suchitepéquez  |
| 21  | Gobernación Departamental de Totonicapán    |
| 22  | Gobernación Departamental de Zacapa         |